# Medionidus penicillatus
Medionidus penicillatus és una espècie de mol·lusc bivalve pertanyent a la família Unionidae.

## Descripció
- Fa 55 mm de llargària màxima.
- El color de la closca varia de groguenc a marró verdós.
- El nacre és porpra fosc o verdós.[1]

## Hàbitat
Viu als rierols grans i rius mitjans de corrents lents o moderats i de fons sorrencs o de grava.

## Distribució geogràfica
Es troba a Nord-amèrica: els Estats Units (Alabama, Florida i Geòrgia).

## Estat de conservació
Les seues principals amenaces són la degradació del seu hàbitat i la introducció de Corbicula fluminea.